# Lenguas de las islas Lealtad
Las tres lenguas de las islas Lealtad forman una rama de las lenguas oceánicas meridionales habladas en las islas de la Lealtad.

## Clasificación
- Drehu (Lifou)
- Iaai (Ouvéa)
- Nengone (Maré)

## Comparación léxica
Los numerales del 1 al 10 en diferentes lenguas de las islas Lealtad:
| GLOSA | Dehu   | Iaai   | Nengone                | PROTO- LEALTAD |
| ----- | ------ | ------ | ---------------------- | -------------- |
| 1     | caːs   | sa     | xaca                   | *sai           |
| 2     | lueʈe  | rewe   | lo                     | *rue           |
| 3     | køniʈe | tini   | kun                    | *kuni          |
| 4     | ekeʈe  | ece    | wɛk                    | *wek           |
| 5     | ʈiːpi  | sedoŋ  | θabuŋ / xaca ɲ̥aːm      | *-nim          |
| 6     | 1 + 5  | 5 + 1  | 5 + 1                  | *5 + 1         |
| 7     | 2 + 5  | 5 + 2  | 5 + 2                  | *5 + 2         |
| 8     | 3 + 5  | 5 + 3  | 5 + 3                  | *5 + 3         |
| 9     | 4 + 5  | 5 + 4  | 5 + 4                  | *5 + 4         |
| 10    | luepi  | ruenin | xaca uθat / lo li ɲ̥aːm | *2 x 5         |